# انتخابات سراسری لسوتو (۱۹۹۳)
انتخابات سراسری در لسوتو بین روزهای ۲۷ تا ۲۹ مارس ۱۹۹۳ برگزار شد. این نخستین انتخابات سراسری پس از انتخابات منحل‌شدهٔ ۱۹۷۰ بود؛ انتخاباتی که نتایج آن از سوی حزب ملی باسوتو (BNP) باطل شد، چرا که این حزب در آن انتخابات شکست خورده و رقیبش کنگره باسوتولند (BCP) پیروز شده بود.
از میان ۷۳۶٬۹۳۰ رأی‌دهندهٔ ثبت‌نام‌شده، ۵۳۲٬۶۷۸ رأی معتبر به صندوق‌ها ریخته شد.
در این انتخابات، کنگره باسوتولند پیروزی قاطعانه‌ای به‌دست آورد و تمامی ۶۵ کرسی مجلس ملی را تصاحب کرد. پس از پیروزی حزب، نتسو موکهل، رهبر BCP، به عنوان نخست‌وزیر لسوتو انتخاب شد.
| حزب                      | آرا     | درصد تقریبی   | کرسی‌ها | تغییر نسبت به دوره قبل |
| ------------------------ | ------- | ------------- | ------ | ---------------------- |
| کنگره باسوتولند          | ۳۹۸٬۳۵۵ | ۷۳٫۷٪         | ۶۵     | +۲۹                    |
| حزب ملی باسوتو           | ۱۲۰٬۶۸۶ | ۲۲٫۳٪         | ۰      | −۲۳                    |
| حزب آزادی مارماتلو       | ۷٬۶۵۰   | ۱٫۴٪          | ۰      | −۱                     |
| جبهه مردمی برای دموکراسی | ۹۴۷     | ۰٫۲٪          | ۰      | جدید                   |
| حزب هارئنگ باسوتو        | ۶۴۶     | ۰٫۱٪          | ۰      | جدید                   |
| حزب دموکراتیک متحد       | ۵۸۲     | ۰٫۱٪          | ۰      | جدید                   |
| حزب کوپانانگ باسوتو      | ۴۱۷     | ۰٫۱٪          | ۰      | جدید                   |
| حزب کار لسوتو            | ۲۴۴     | ۰٫۰۵٪         | ۰      | جدید                   |
| حزب مستقل ملی            | ۲۴۱     | ۰٫۰۴٪         | ۰      | بدون تغییر             |
| حزب آموزش لسوتو          | ۶۳      | ۰٫۰۱٪         | ۰      | جدید                   |
| حزب متحد                 | ۵۱      | ۰٫۰۱٪         | ۰      | جدید                   |
| حزب لیبرال لسوتو         | ۴۳      | ۰٫۰۱٪         | ۰      | جدید                   |
| مستقل‌ها                  | ۲٬۷۵۳   | ۰٫۵٪          | ۰      | بدون تغییر             |
| جمع کل                   | ۵۳۱٬۶۸۳ | ۱۰۰٪ (تخمینی) | ۶۵     | –                      |